# Кюрлево
Кюрле́во (чув. Кĕрлев) — деревня в Красночетайском районе Чувашской Республики.  Входит в состав Штанашского сельского поселения.

## География
Находится в северо-западной части Чувашии на расстоянии приблизительно 16 км на восток от районного центра села Красные Четаи.

## История
Известна с 1795 года, когда здесь было 16 дворов и 89 жителей. В 1859 году учтено 23 двора и 228 человек, в 1897 – 55 дворов и 295 жителей, в 1927 – 82 двора, 394 жителя, в 1939 – 343 жителя, в 1979 – 239. В 2002 году было 58 дворов, в 2010 – 44 домохозяйств. В 1930 был создан колхоз «Будённый», в 2010 действовал колхоз «Свобода».

## Население
Постоянное население составляло 134 человека (чуваши 99%) в 2002 году, 92 в 2010.